# Ipa (spindelsläkte)
För andra betydelser, se IPA (olika betydelser).
Ipa är ett släkte av spindlar som beskrevs av Michael Ilmari Saaristo 2007. Ipa ingår i familjen täckvävarspindlar.
Släktet innehåller arterna Ipa keyserlingi (fläckmattvävare), Ipa pepticus, Ipa spasskyi och Ipa terrenus.